# Coelioxys breviventris
Coelioxys breviventris là một loài Hymenoptera trong họ Megachilidae. Loài này được Friese mô tả khoa học năm 1935.